# Vickers Type 163
El Vickers Type 163 fue un prototipo de bombardero biplano británico diseñado en la década de 1930, construido por Vickers-Armstrong. Sólo se produjo un ejemplar.

## Diseño y desarrollo
Se basaba en el Vickers Vanox (Vickers Type 150) ampliado para admitir cuatro motores en montajes pareados. Fue presentado como bombardero y como transporte de tropas según las Especificaciones del Ministerio del Aire B.19/27 y C.16/28 respectivamente, volando por primera vez el 12 de enero de 1931.
Biplano de dos vanos con alas aflechadas, no decaladas y de envergaduras desiguales. El ala inferior estaba arriostrada mediante diedro por fuera de los motores. Alerones en las cuatro alas. Fuselaje de sección cuadrada montado sobre el ala inferior. Plano de cola biplano con empenajes y timones gemelos en los extremos. Tren de aterrizaje de tipo dividido. Ruedas principales debajo de las góndolas motoras con rueda de cola. Cuatro motores Rolls-Royce F.XIVS montados en pares de propulsores y tractores en góndolas motoras entre las alas. Cinco tripulantes en una cabina cerrada por delante de las alas y posiciones abiertas para las armas de cola y de morro. Hasta 21 soldados en una cabina cerrada entre las alas.

## Especificaciones (Type 163)
Referencia datos: The British Bomber since 1914 

### Características generales
- Tripulación: Cuatro
- Capacidad: Provisión para 10 soldados armados
- Longitud: 20,4 m (66,8 ft)
- Envergadura: 27,4 m (90 ft)
- Altura: 6,8 m (22,3 ft)
- Superficie alar: 181 m² (1948,3 ft²)
- Peso cargado: 11 657 kg (25 692 lb)
- Planta motriz: 4× motor lineal V12 refrigerado por evaporación Rolls-Royce F.XIVS.
  - Potencia: 360 kW (496 HP; 490 CV) cada uno.
- Hélices: Bipala de madera de paso fijo

### Rendimiento
- Velocidad máxima operativa (Vno): 260 km/h (162 MPH; 140 kt) a 2000 m (6500 pies)
- Alcance: 1850 km (999 nmi; 1150 mi) a 230 km/h
- Techo de vuelo: 7700 m (25 262 ft)
- Tiempo a altitud: 18 min para 3000 m (10 000 pies)

### Armamento
- Ametralladoras: 

  - 2x Lewis de 7,7 mm flexible en posiciones de morro y de cola
- Bombas: 

  - Hasta 12 de 110 kg bajo el fuselaje y
  - 4 de 9,1 kg

## Aeronaves relacionadas

### Secuencias de designación
- Secuencia Numérica (interna de Vickers): ← 160 - 161 - 162 - 163 - 166 - 168 - 169 →